# Santiago Salas Collantes
Santiago Salas Collantes (Berna (Suiza), 20 de julio de 1946) es un antiguo diplomático español. 
Licenciado en Ciencias Políticas, ingresó en 1973 en la carrera diplomática. Estuvo destinado en las representaciones diplomáticas españolas en Libia, Estados Unidos y Egipto. Fue subdirector general de la Oficina de Información Diplomática y director general jefe del Gabinete del ministro de Asuntos Exteriores. En 1990 fue nombrado embajador de España en la India y, posteriormente, en Japón y en Misión Especial para el Pacto de Estabilidad en el Sudeste de Europa. En 2002 pasó a ocupar el puesto de cónsul general de España en Edimburgo y de 2006 a 2009 fue cónsul general de España en Milán. En abril de 2009, fue nombrado embajador de España en Noruega e Islandia con sede en Oslo.